# Анри Колпи
Анри Колпи (на италиански: Henri Colpi) е френски филмов режисьор и киномонтажист. 

## Биография
Една от видните фигури на френското следвоенно кино. Колпи работи предимно като редактор (в тридесет филма, от които „Хирошима, моя любов“ (1959) и „Миналата година в Мариенбад“ (1961) са най-известните режисирани от Ален Рене). Най-широка популярност получава като режисьор на филма „Дълго отсъствие“ (1961), който печели „Златна палма“ на 14-ия филмов фестивал в Кан.
Колпи се изявява и като сценарист, актьор, композитор и др.
Погребан е в Морското гробище в Сет.

## Филмография

### Като режисьор
| година | филм                | оригинално заглавие      | бележки        |
| ------ | ------------------- | ------------------------ | -------------- |
| 1961   | Дълго отсъствие     | Une aussi longue absence | „Златна палма“ |
| 1963   | Кодин               | Codine                   |                |
| 1970   | Щастлив като Одисей | Heureux qui comme Ulysse |                |